# Cratere Thila
Thila  è un cratere sulla superficie di Marte.